# Viga maestra

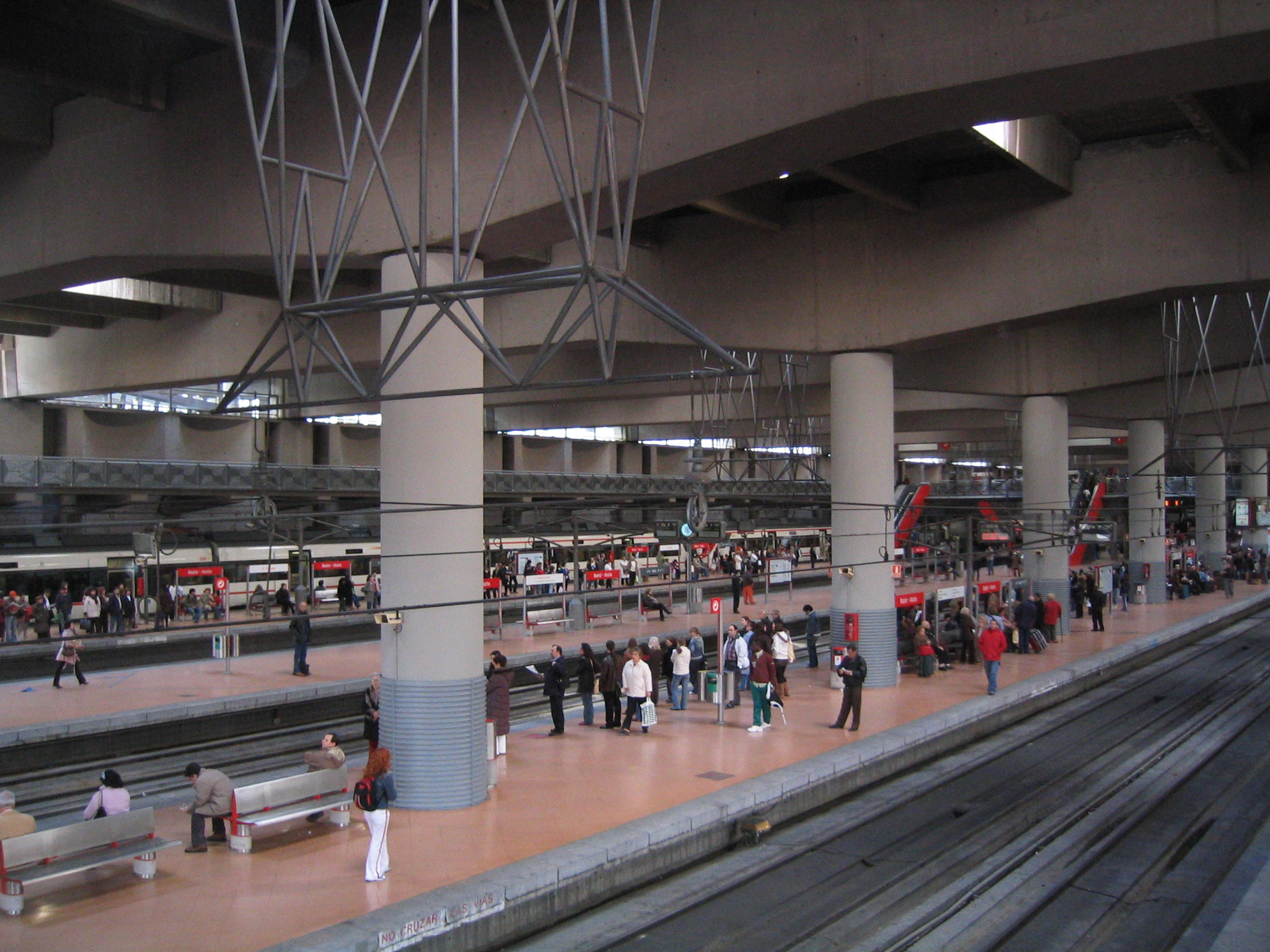
Sucesión de vigas maestras de hormigón de canto variable que soportan la cubierta de la Estación de Cercanías de Atocha (Madrid)

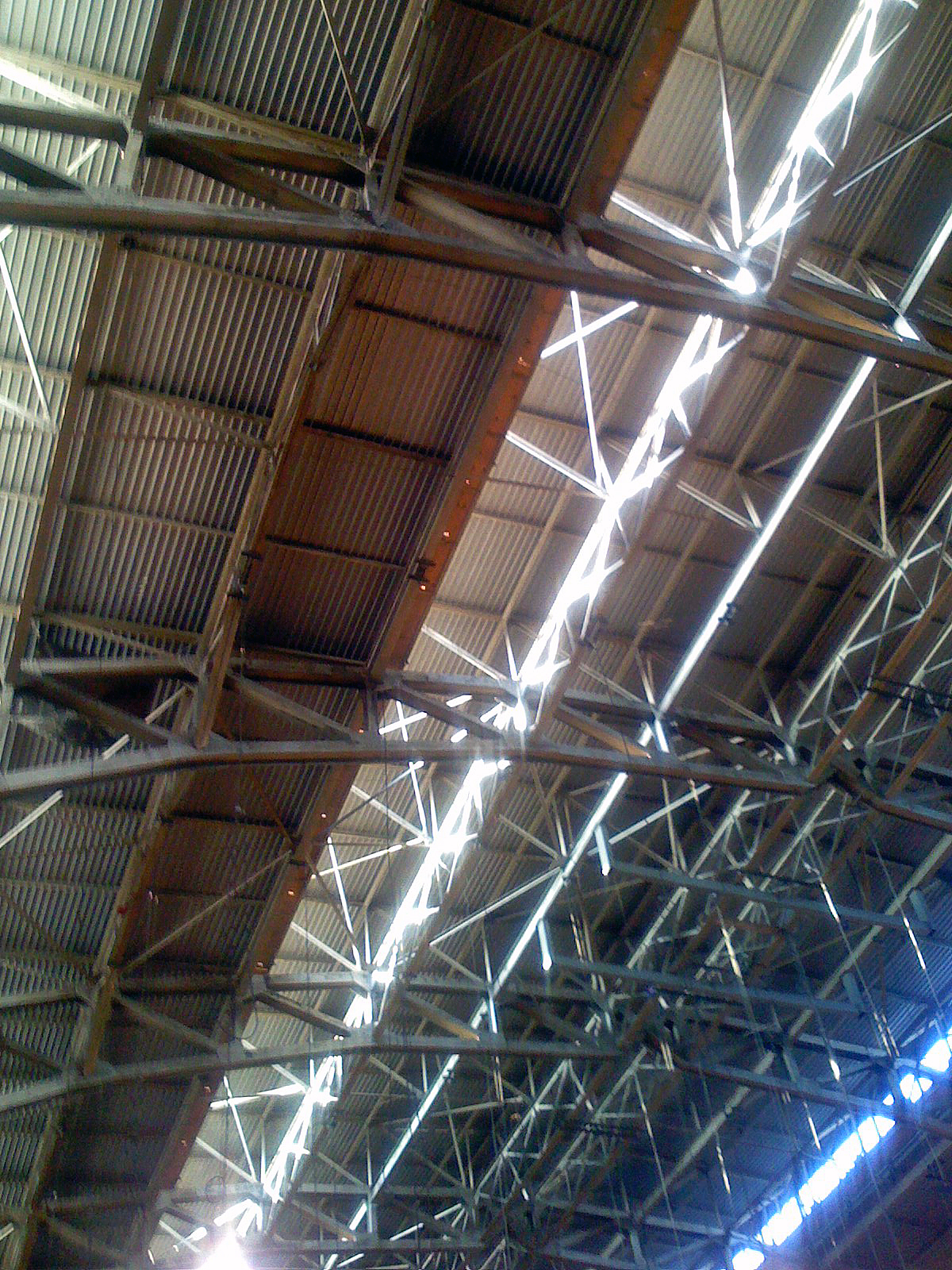
El techo del Hinkle Fieldhouse en Indianápolis, Indiana, se construyó con grandes armazones formados por vigas remachadas

Una viga maestra o jácena es una viga utilizada en construcción para salvar la distancia entre dos apoyos, sirviendo como sostenimiento horizontal principal de una estructura formada por otras vigas más pequeñas. Las vigas a menudo tienen una sección transversal en doble "T" (compuesta por dos alas horizontales de carga conectadas por un alma vertical que las estabiliza), pero también pueden tener forma de cajón, forma de Z, u otras formas distintas. Comúnmente se usan para construir puentes y cubiertas. 
En las estructuras tradicionales de entramado de madera, el término jácena se aplica específicamente a la viga maestra que forma la cumbre de un tejado de dos aguas.

## Tipos

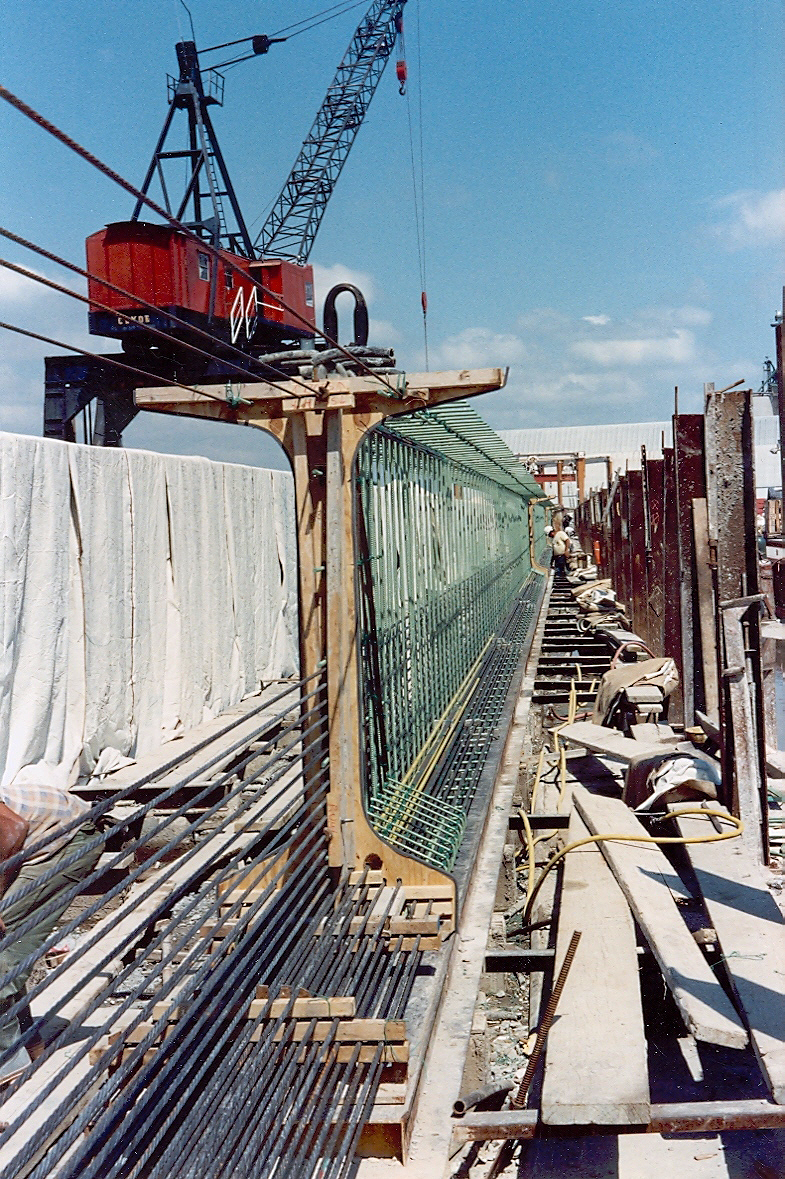
Una viga de hormigón pretensado AASHTO

Las "vigas maestras" son vigas que se caracterizan por servir de soporte a una estructura formada por otras vigas de menor tamaño. Como cualquier otro tipo de vigas, pueden fabricarse con muy distintos materiales.
En la arquitectura tradicional, solían ser de madera, aunque el desarrollo de las siderurgia a mediados del siglo XIX propició la utilización de vigas primero de hierro pudelado y después de acero en construcciones de luces cada vez mayores.
Las vigas maestras de acero de pequeña sección normalmente se fabrican directamente mediante un proceso de laminación, mientras que las vigas mayor tamaño (de un metro de canto o más) se construyen uniendo grandes piezas planas de acero (mediante soldaduras, atornilladas, o como antiguamente, roblonadas).
Las vigas tipo Warren reemplazan la red sólida con un entramado abierto entre nudos. Esta disposición formando una celosía combina resistencia con economía de materiales y, por lo tanto, puede ser relativamente ligera. Patentadas en 1848 por sus diseñadores, James Warren y Willoughby Theobald Monzani, su estructura consiste en dos cordones horizontales rectos y paralelos situados longitudinalmente, unidos tan solo por una serie de montantes oblicuos, distribuidos para formar triángulos equiláteros invertidos alternativamente, asegurando que ningún puntal individual, viga o amarre queden sometidos a fuerzas de flexión o a esfuerzos de torsión, y soportando únicamente tracciones o compresiones. Es una mejora sobre la celosía Neville, que utiliza una distribución con triángulos isósceles.
La aparición del hormigón armado y después del hormigón pretensado a finales del siglo XIX y comienzos del siglo XX, han permitido el uso masivo de vigas maestras prefabricadas en estructuras con luces de hasta 40 m, ventajosas por la simplicidad de su construcción y por sus reducidas exigencias de mantenimiento.

## Ejemplos
|  |  |  |